# Фундата (Яломіца)
Фундата (рум. Fundata) — село у повіті Яломіца в Румунії. Входить до складу комуни Перієць.
Село розташоване на відстані 93 км на схід від Бухареста, 9 км на захід від Слобозії, 119 км на північний захід від Констанци, 111 км на південний захід від Галаца.

## Населення
За даними перепису населення 2002 року у селі проживала 441 особа, усі — румуни. Усі жителі села рідною мовою назвали румунську.